# Mnoonema timida
Mnoonema timida är en stekelart som beskrevs av Victor Ivanovitsch Motschulsky 1863. Mnoonema timida ingår i släktet Mnoonema och familjen puppglanssteklar.
Artens utbredningsområde är Sri Lanka. Inga underarter finns listade i Catalogue of Life.